# Diospyros glomerata
Diospyros glomerata là một loài thực vật có hoa trong họ Thị. Loài này được Spruce ex Hiern mô tả khoa học đầu tiên năm 1873.